# Hamburgs historia

Hamburgs flagga

Hamburgs historia går tillbaka till 800-talet då staden grundades som stödjepunkt för missionerande. Från medeltiden kom staden att utvecklas till en av Europas viktigaste handelsplatser genom sitt gynnsamma geografiska läge vilket gav staden en politisk självständighet som fri hansestad under århundraden.
Under 1800-talet blev staden en självständig stat inom Tyska riket innan den blev en del av Nordtyska förbundet och 1871 Tyska riket. Hamburg utvecklades till Tysklands viktigaste hamnstad med stora varv och verkstadsindustrier. Sedan 1949 är Hamburg en stadsdelstat och är idag Tysklands näst största stad.

## Hamburgs grundande

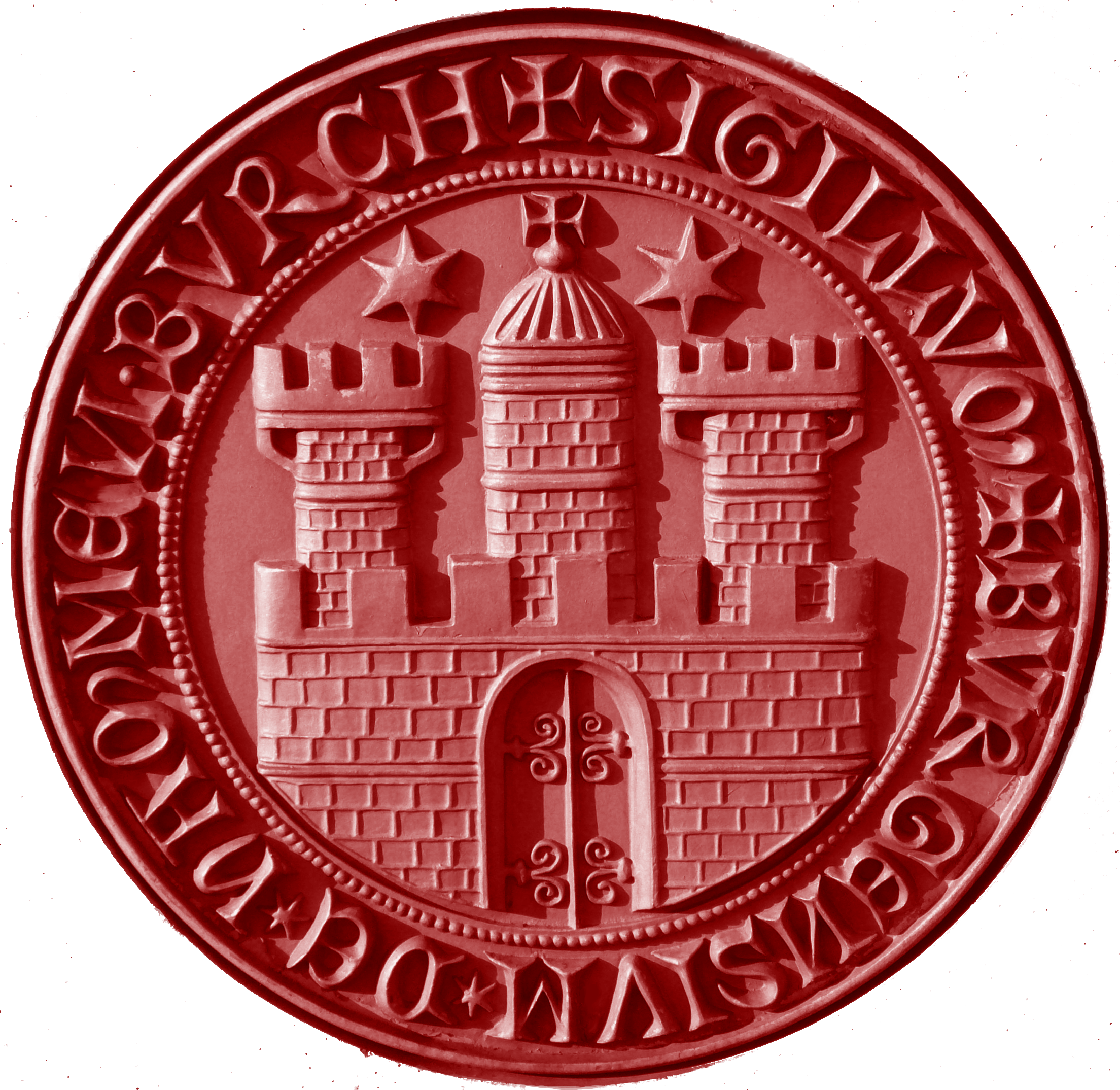
Hamburgs sigill.

Hamburg grundades i början av 800-talet och namnet finns dokumenterat första gången 832. Namnets bakgrund har inte helt kunnat klarläggas. En version är att en borg byggts där byn Hamm tidigare låg. Nyare forskning pekar mot att det kommer från gammaltyskans "Hamme". Denna första bosättning skulle då ha skyddats av naturliga vallar som därför gett orten namnet Hammaburg av invånarna, en borg skulle överhuvudtaget inte ha existerat vid denna tid.
År 831 grundades ett biskopsdöme av Ludvig den fromme som 832 upplyftes till ett ärkebiskopsdöme av påve Gregorius IV. Men redan omkring år 848 valde biskoparna att flytta till det säkrare Bremen sedan Hamburg attackerats av vikingar 845. Bremen blev nu plats för ärkebiskopssätet Hamburg-Bremen. 915 anfölls bosättningen av de slaviska abodriterna och förstördes helt. Under ärkebiskopen Adaldag återuppbyggdes bosättningen med en ny borg där hantverkare och småhandlare byggde ut bosättningen och gav Hamburg markrättigheter som lade grunden för dess senare utveckling till handelsstad.

### Hamburgs uppgång
Återuppbyggnaden av staden fortsatte fram till början av 1000-talet. Ärkebiskopen Bezelin Alebrand påbörjade 1037 uppföranden av Marienkriche, klostret och palatset som var områdets första byggnader i sten. Staden befästes samtidigt med en ringmur som hade tolv försvarstorn. Hamburg var kring 1060 uppdelat i den av ärkebiskopen styrda Altstadt och i den av hertigen styrda Neustadt vilket skapade en stor tillväxt.
Staden blev inte bara åter en utgångspunkt för missioneringen till Norden utan skapade också handelskontakter gentemot Norden och österut. Under 1100-talet gjorde den tyska östersjökoloniseringen att handelsrutterna förändrades till Hamburgs fördel. Från att ha legat avsides blev Hamburg länken mellan väst och öst genom sitt geografiska läge och floden Elbe. Hamburg kom först att vara under Lübecks intressen men frigjorde sig senare och blev en egen stormakt inom handeln.
1189 ska kejsar Fredrik I Barbarossa ha gett staden ett fribrev som en följd av Hamburgs stöd i samband med korståget i det heliga landet. Hamburg gavs nu tullfrihet upp mot Nordsjön, arméplikten upphävdes och hamburgare hade bara skyldighet att försvara staden och invånarna fick hålla djur och fånga fisk. Då en äkta urkund saknas skapades 1265 en förfalskning, men det ska också redan från början handlat om en förfalskning från köpmännen i Hamburgs sida.

### Den gamla och nya staden enas
1190 valde Altstadt och Neustadt ett gemensamt stadsråd då Adolf III var frånvarande genom sitt deltagande i det tredje korståget. 1201 följde kung Valdemar Sejrs anfall på Hamburg där han ockuperade staden och området, Hamburg var under danskt styre 1201-1227. Fredrik II överlät 1214 områdena norr om Elbe till Danmark för att säkra en allians gentemot welferna. Hamburg blev förvaltat av en dansk ståthållare och stadens två delar började växa samman och enades under ett rådhus, stadsråd och domstol. När Hamburg enades 1216 byggdes ett gemensamt rådhus på Kleine Johannisstraße. I stadens tidiga historia hade det funnits två rådhus. I Neustadt tros rådhuset ha legat på Hopfenmarkt och Altstadt på Alter Fischmarkt.
1227 besegrades Danmark av en nordtysk furstekoalition tillsammans med borgare från Hamburg vid slaget vid Bornhöved och Adolf IV av Schauenburg blev herre över staden. Då gavs Hamburg en självständighet och utvecklades genom privilegierna från fribrevet genom handel och industri, inte minst bryggerierna. Det skapades handelsskrån och handelshus.
1240 skapades en ny befästningslinje som omslöt den gamla staden och som fortfarande idag gör sig påmind i staden med namn som Lange Mühren, Kurze Mühren, Steintor, Millerntor och Alstertor. 1270 trädde en lagbok i kraft, Ordeelbook, med bestämmelser rörande civil-, straff- och processrätt. I Ordeelbook omnämns Hamburg som "freie Stadt", en för sin tid ovanlig benämning. 1292 fick också Hamburgs stadsråd den lagstiftande makten. Staden drabbades 1284 av en stadsbrand och kring 1350 nådde pesten staden med 6000 dödsoffer.

## Hansestaden Hamburg

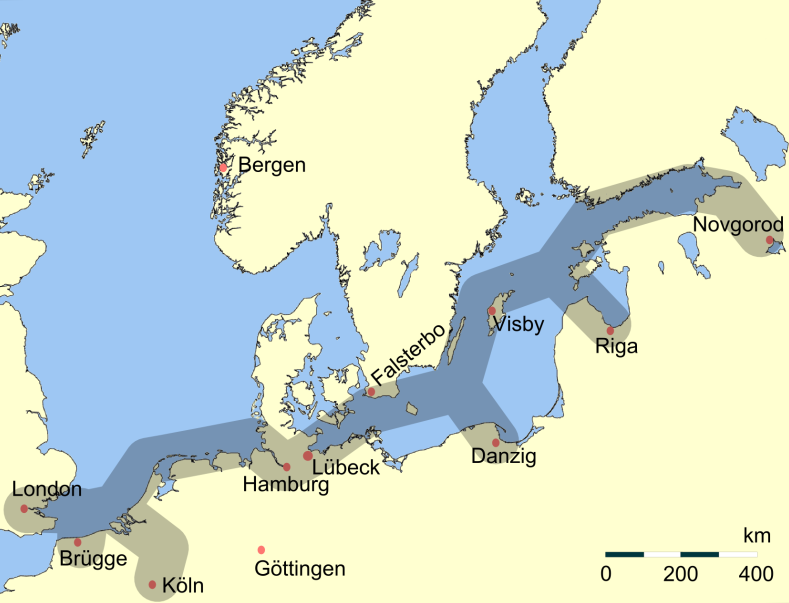
Hansans handelsrutter.

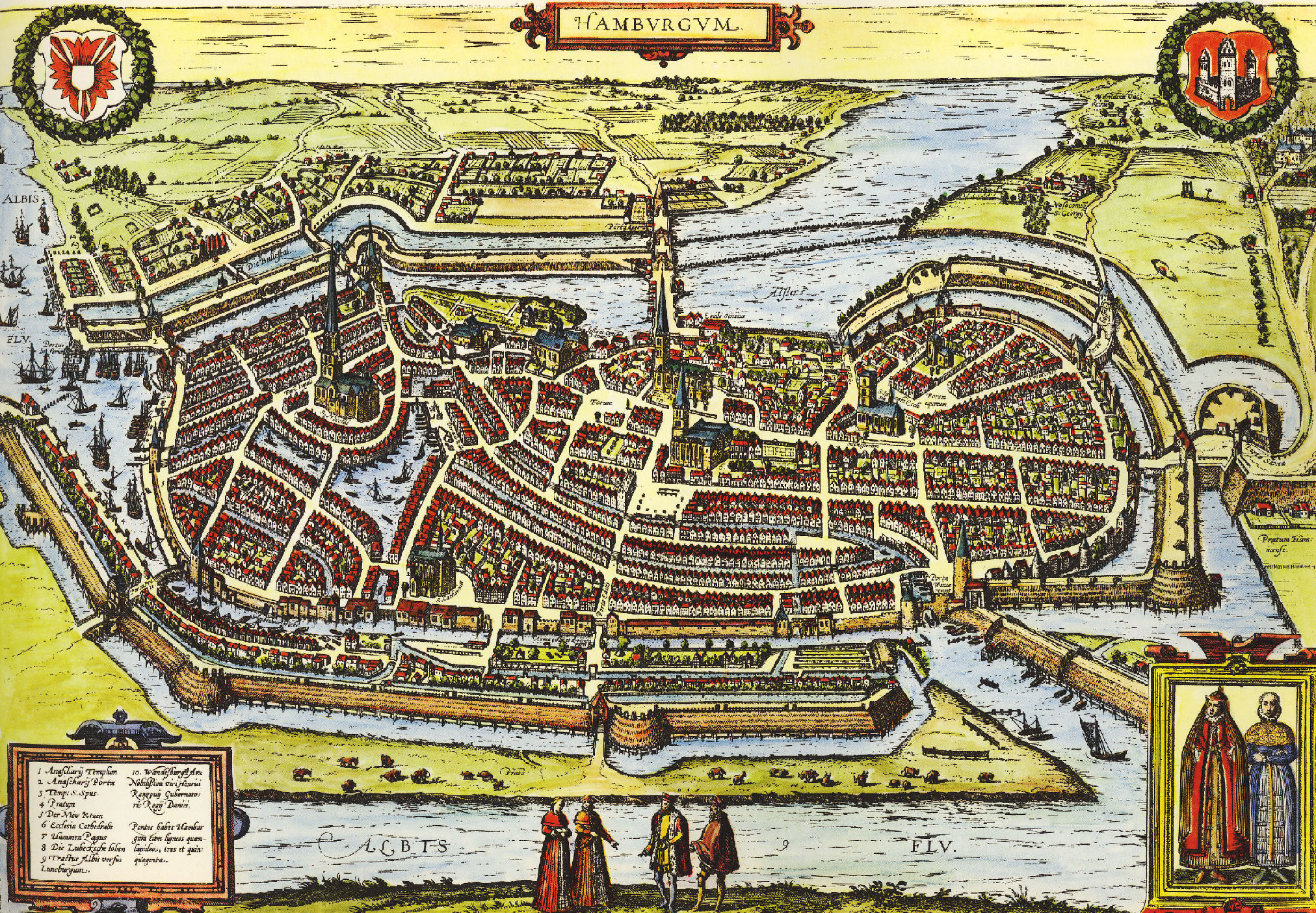
Hamburg mellan 1572 och 1618.

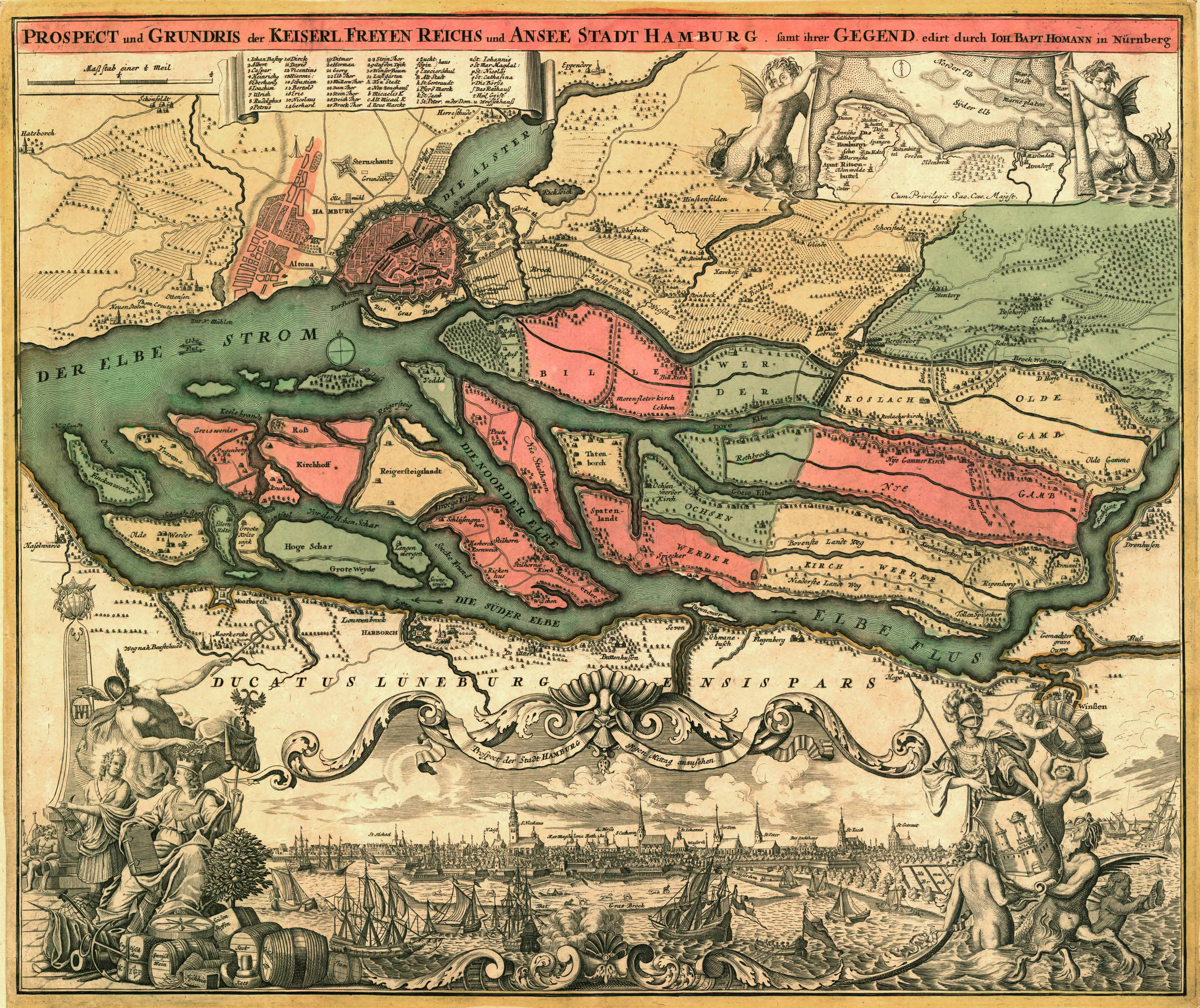
Hamburg på 1600-talet.

Under 1100- och 1200-talet växte handeln i norra Tyskland när nygrundade hamnstäder längs med östersjökusten (Lübeck, Rostock, Wismar, Stralsund) började blomstra. Dessa städer skapade tillsammans med Hamburg Hansan som företrädde de gemensamma intressena utanför Norra Tyskland på handelsplatser som London, Brygge och Bryggen i Bergen. Hamburg kom in i Hansan genom att man tog över de lybska rättigheterna 1188, vilket säkrade landvägen mellan Hamburg och Lübeck och handelsprivilegier gentemot Flandern (1252), England (1266), Sverige (1261), Norge (1283) och Frankrike (1294). Latinet kom också att ersättas av lågtyska som förvaltningsspråk.
Hamburg kom under hansan att uppleva ett stort välstånd som gav möjligheten att inte bara uppföra och renovera byggnader utan även att köpa upp byar omkring Alster. Bland byggnader som kom till vid denna tid hör kyrkor som Mariendom, St. Petri-kyrkan, St. Katharinen, St. Jacob och S:t Nikolai-kyrkan. Ett nytt rådhus uppfördes tillsammans med representationsbyggnader och bostäder för stadens borgarklass.
När handeln till sjöss ökade fick Hamburg problem med ökat sjöröveri, inte minst genom Dithmarscharna som plundrade skepp längs med Elbe men även av andra pirater. Hamburg skapade omkring 1400 tillsammans med Lübeck en armada som började bekämpa piraterna och man lyckades slå tillbaka mot Vitaliebröderna under Klaus Störtebeker och Gödeke Michaels piratbåtar. Den sista nordsjöpiraten Klaus Kniphof tillfångatogs 1525 av sjökaptenen och sjörövarjägaren Ditmar Koel, som två senare belönades med att bli rådsherre och mellan 1548 och 1563 var borgmästare i Hamburg.
Under 1400-talet började furstarnas uppstigande i området och detta hotade Hamburg och andra hansestäders privilegier. Sjöhandeln minskade och Hansan fick sämre ekonomi och manöverutrymme att föra en egen politik. Man hade också fått ökat konkurrens från England och Nederländerna i den nya oceanhandeln. 1410–1416 följde en tid då Hamburg styrde Hansan efter politiska oroligheter i Lübeck. 1669 hölls den sista hansadagen.
Reformationen gjorde att Hamburg 1529 blev evangeliskt-lutherskt. 1567 kom nederländska emigranter till Hamburg och Altona som en följd av den spanska inkvisitionen och senare även sefardiska judar från Spanien och Portugal. Den portugisiska minoriteten kom att bli den största utländska i Hamburg med 600 personer. Idag finns bland annat Hamburger Portugaleser Ehrenmedaillen som tilldelas förtjänta hanseater som en påminnelse om stadens portugisiska minoritet. 1558 öppnade Hamburger börs.

### Dansk konkurrens
Hansan blev under 1600-talet alltmer betydelselös varpå Hamburg tvingades positionera sig på egen hand gentemot de nordiska länderna som vuxit till stormakter och det tysk-romerska riket. Hamburgs stadskassa möjliggjorde genom framgångsrik handel med Spanien och Portugal friköp för att slippa anfall från Sverige och Danmark. Till skillnad från de flesta tyska städer undslapp Hamburg krigshärjningar och ekonomisk nedgång under Trettioåriga kriget, bland annat genom omfattande vallar och befästningar. Istället utvecklades staden genom holländsk invandring och impulser från det av danskar styrda Altona. Altona förblev danskt från 1640 fram till 1864. Den danska kungen Kristian IV försökte också skapa konkurrens gentemot Hamburg genom den 1616 grundade staden Glückstadt.

### Fri riksstad
1618 förklarades Hamburg vara en fri riksstad av Reichskammergericht, en dom som Danmark inte erkände då man såg Hamburg som en del av Holstein. Statusen som fri riksstad var ett särskilt privilegium som gavs framstående städer inom det Tysk-romerska riket. Det innebar ett självstyre för staden inom stadens territorium under en av staden själv utsedd stadsstyrelse med borgmästare. Hamburg hade redan som hansestad haft denna status. Först 1769 erkände Danmark Hamburg som en fri riksstad.
Även hertigen av Celle och kurfursten av Brandenburg försökte skapa konkurrens mot Hamburg genom Harburg. De danska anspråken på Hamburg fortsatte under Kristian V vilket föranledde ett förbund mellan Hamburg och Lüneburg-Celle som avvärjde en dansk belägring 26 augusti 1686.
1600-talet innebär också utveckling inom näringslivet. 1623 bildades ett Admiralitetskollegium som skulle jaga sjörövare. Det kom efterhand att bredda sin verksamhet till att vara hamnmyndighet och ansvarig för lotsväsendet och agera inom sjöfarts- och försäkringsfrågor. Det var också kollegiet som utnämnde konsuler utomlands. 1665 grundades också en handelskammare för köpmännen. Från denna tid kommer också Hamburgs tradition att hålla svanar. Att hålla svanar på öppet vatten sågs sedan medeltiden som en höghetsrätt. I Hamburg började stadens råd 1664 att hålla svanar på Alstern som en politisk symbol där man visade sin självständighet gentemot Tyska riket. Traditionen finns kvar och staden har en svanansvarig, Schwanenvater, som ser till svanarna på Alstern.
Hamburgs handel gjorde också att Hamburger Banko skapades av Hamburger Bank.
Hamburg gavs också en förbättrad infrastruktur då Friedrich-Wilhelm-kanalen i Brandenburg öppnades 1668 och skepp kunde fara till Schlesien. Kanalen var under 200 år den viktigaste förbindelsen från Hamburg till Berlin och Breslau innan den i mitten av 1800-talet nådde sin kapacitetsgräns. Hamburg hade vid denna tid 40 000 invånare och var därmed en av de största tyska städerna tillsammans med Köln, Nürnberg, Augsburg och Wien.

## 1700-talet
1712 enades stadens råd och borgerskapet om en grundläggande författningsreform. Under århundradet utvecklades Hamburgs samhällsliv genom grundandet av sällskap som konst- och hantverksföreningen Patriotische Gesellschaft (1765), Handelsakademin (1768) och tidningen Hamburgischer Correspondent (1731). Religiösa minoriteters rättigheter stärktes genom toleransediktet (1785) och socialväsendet reformeras 1788 av Caspar Voght genom Allgemeine Armenanstalt. I Hamburg firades 1790 på initiativ av köpmannen Georg Heinrich Sieveking en frihetsfest i samband med årsdagen av stormningen av bastiljen.
Slutet för det amerikanska självständighetskriget 1783 innebar nya affärsmöjligheter för Hamburg som upplevde ett enormt uppsving när varor som tobak, ris och indigo kunde skeppas direkt mellan USA och Hamburg. Men Frankrikes handelsblockad 1793 slog hårt då landet var Hamburgs största handelspartner. 1799 följde åter en näringslivskris i Hamburg i samband med det andra koalitionskriget. 152 handelshus gick i konkurs.

## 1800-talet

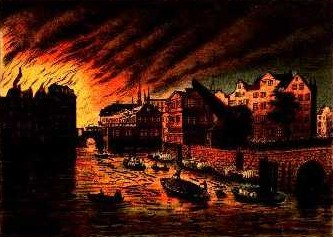
Stadsbranden 1842.

Hamburg kom 1806–1814 att hamna under fransk ockupation och blev då huvudstad i området Bouches-de-l'Elbe. 1814–1866 följde en period då Hamburg var en självständig stat. Detta garanterades vid Wienkongressen och från 1819 kallar Hamburg sig Freie und Hansestadt. Hamburg kom under 1800-talet också att uppleva politiska förändringar med en moderniserad författning med bland annat maktdelning, åtskillnad av stat och kyrka, pressfrihet och samlings- och föreningsfrihet.
Efter Napoleonkrigen kom Latinamerika att bli ett nytt område för Hamburgs handel men den blomstringsperiod som föregått kom inte tillbaka – kostnaderna för stadens återuppbyggande efter den stadsbrand som inträffade 5-8 maj 1842 orsakade stora skulder. I branden förstördes en tredjedel av Hamburg. Branden ödelade fyra kyrkor, rådhuset och ett otal andra byggnader. 51 omkom och 20 000 blev hemlösa.
Efterhand kom Hamburgs självständighet att inskränkas när Preussen växte fram som ledade tysk stat. I det dansk-tyska kriget 1864 slogs Danmark tillbaka och Altona blev en stad i Preussen. I det tyska enhetskriget 1866 var Hamburg tillsammans med Bremen och Lübeck till en början neutralt men efter preussiska påtryckningar blev Hamburg alliierat med Preussen, medlem av Tyska förbundet och senare Nordtyska förbundet. Hamburgs borgerskap röstade för att gå med i Nordtyska förbundet 1867 med rösterna 136-1 trots att man därmed skulle förlora suveränitet.

## Kejsardömet Tyskland

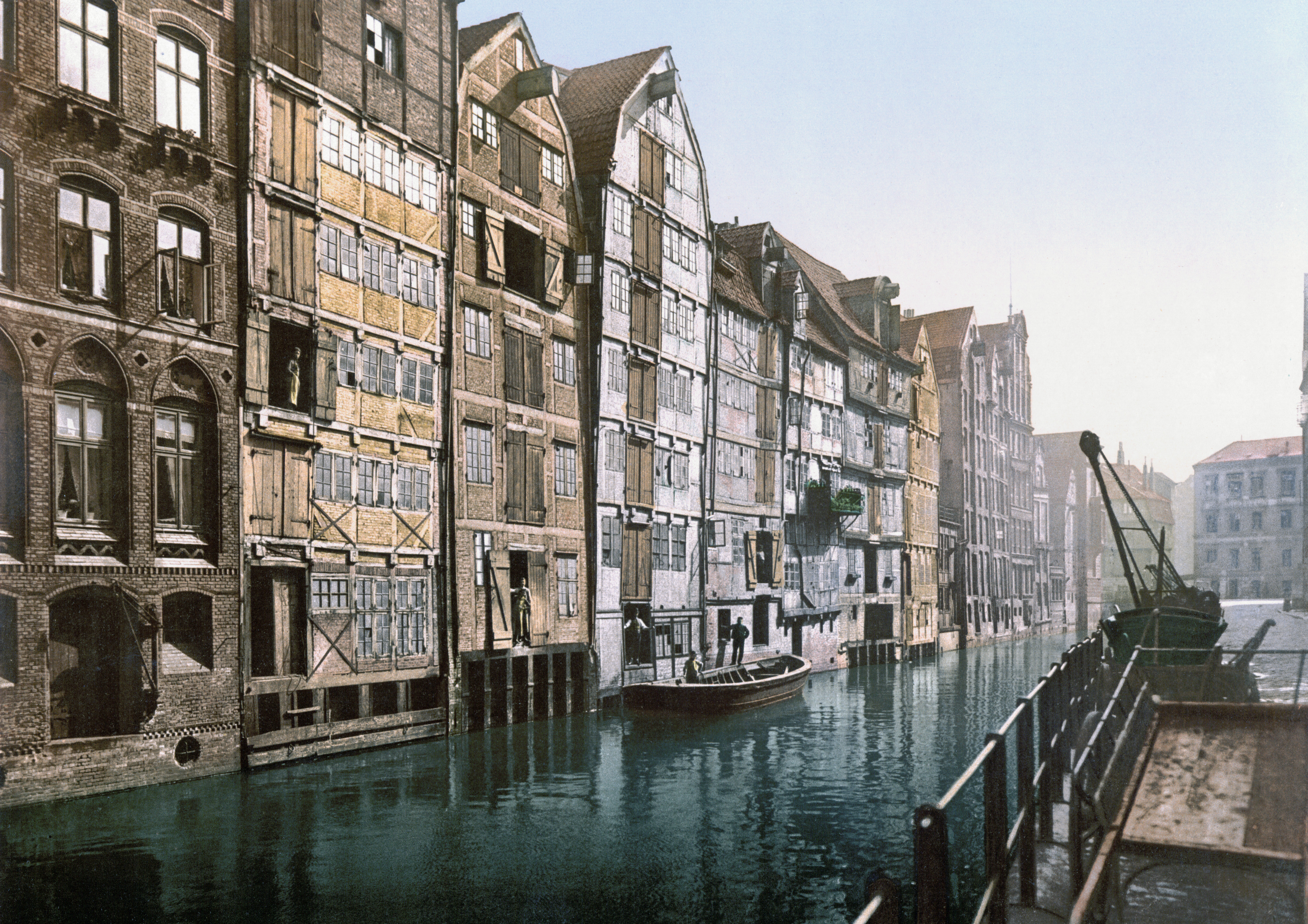
Holländischer Brook.

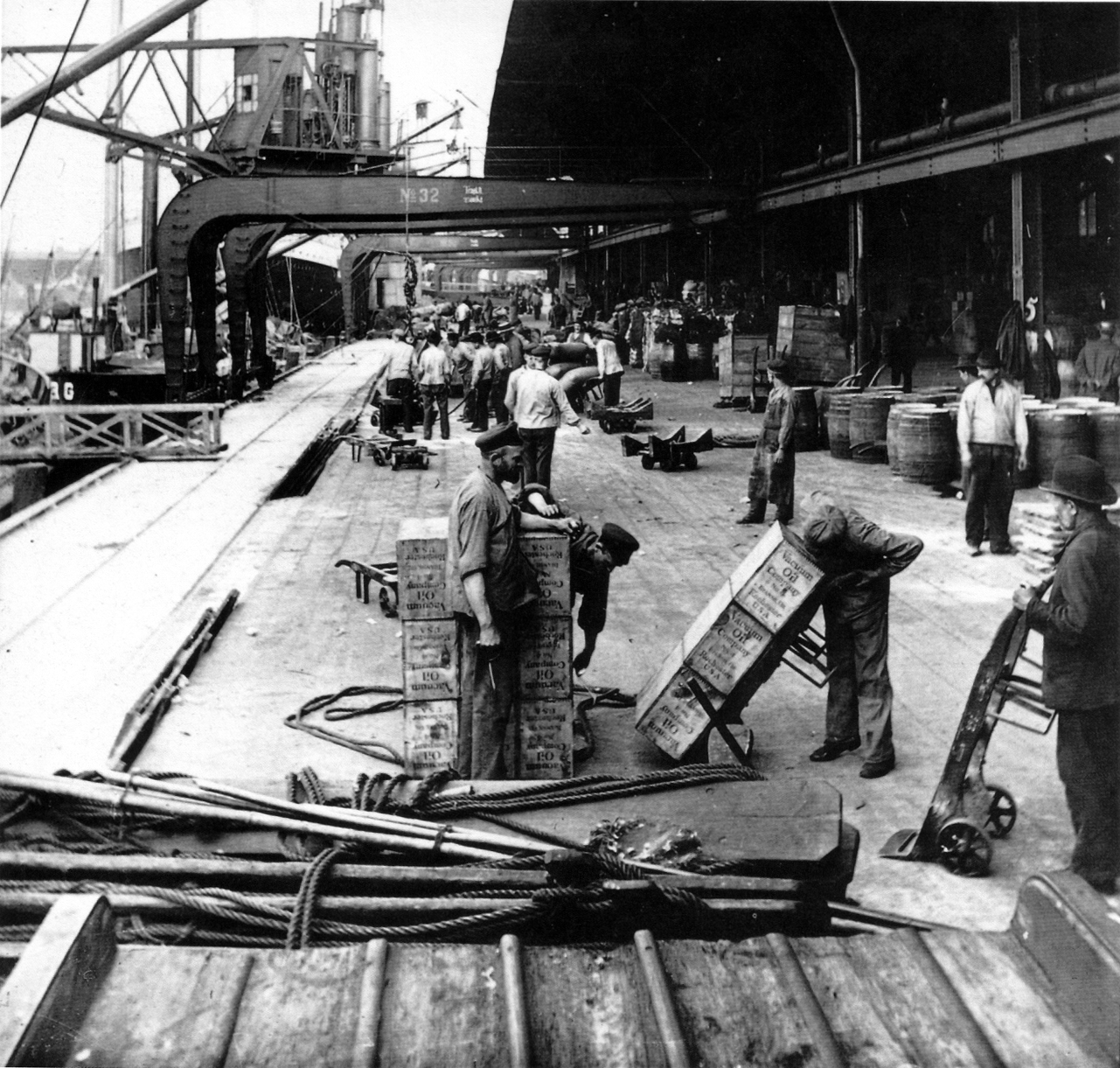
Hamnarbetare vid kajen 1900.

I samband med Tysklands enande till en stat 1871 blev Hamburg en delstat men kom fortsatt att agera självständigt. Förändringar märktes framförallt genom nya mynt, postväsende och att militären nu styrdes från Preussen och inte av Hamburg självt. Det skedde även standardiseringar av mått och vikter. Men när det gäller tull var staden fortfarande utland och därmed inte en integrerad del av Tysklands ekonomi och näringsliv.
Det fanns ett stort motstånd inom Hamburgs borgerskap mot att ge upp tullfriheten som man såg som avgörande för stadens konkurrenskraft. Det bröt till viss del mot självbilden där Hamburg såg ut mot världshaven snarare en mot resten av Tyskland. Otto von Bismarck drev igenom att Hamburg släppte sina tullrättigheter 1888 gentemot övriga Tyskland. Kompensation blev 16 km land från Preussen samt en ny frihamn. Överenskommelsen skrevs under 1881 efter beslut i Hamburgs borgerskap. Anläggningen av den nya frihamnen med Speicherstadt innebar tvångsförflyttningar av invånarna och mycket av det genuina Hamburg kom att försvinna under dessa år, liknande den process som även skedde efter andra världskriget. Det är också under 1800-talets slut som sjömanskvarteret Reeperbahn i St. Pauli utvecklas till Hamburgs nöjeskvarter med sina teatrar, varietéer, ölhallar och sexklubbar.
Mot förmodan kom Hamburg att profitera på omdaningen. Många köpmän hade insett möjligheterna att få tillgång till resten av Tyskland. Under Gründerzeit-perioden (1871– ca 1914) ökade Hamburgs invånarantal drastiskt, från 300 000 till en miljon innan första världskrigets utbrott. Stadens kom under dessa decennier att förändras radikalt i takt med industrialisering, politisk och social förändring och det ökande invånarantalet. Samma omdaningar skedde under perioden i Ruhrområdet, Berlin och Wien.

### Arbetarstaden Hamburg
Hamburg gick under perioden från att vara en handels- och sjöfartsstad till att även vara Tysklands efter Berlin största industristad. Tusentals människor från Preussens östra delar men även polska delen av Ryssland flyttade in till staden. Några decennier senare var hälften av stadens invånare inflyttade. Tiden kännetecknas av en stor social nöd när stadens styrande inte förmådde att möta upp behoven i den expanderande staden. Hamburg blev samtidigt en samlingsplats för den politiska vänstern och August Bebel kallade den det socialistiska Tysklands huvudstad. SPD blev ledande parti men här fanns också många KPD-sympatisörer, inte minst på varven. Hamburg kom i slutet av 1800-talet att hamna i en situation där staden lokalt styrdes av borgerliga intressen men där stadens mandat i riksdagen innehades av socialdemokrater. Hamburg blev också samlingsplats för de framväxande fackliga organisationerna.
1896 skedde en storstrejk bland hamnarbetare som vidgades till en generalstrejk. Vid denna tid var 25 000 sysselsatta i hamnen men missnöjet var stort över villkoren. Långa arbetsdagar och tungt och hälsofarligt arbete men också övertidsarbete under perioder och arbetslöshet i andra. De allmänt hårda livsvillkoren i Hamburg skapade ett missnöje. 20 november 1896 startade strejken som höll på fram till 6 februari 1897. Den framväxande arbetsrörelsen i staden påvisade missförhållandena och fick stora delar av allmänheten med sig men även delar av stadens borgerskap. Trots detta slutade den utan några framgångar för de strejkande.

### Koleraepidemin
Kolera hade drabbat Europa i flera intervaller sedan 1831, men inte förrän epidemin i Hamburg avled människor i sådana antal, i medeltal 140 per dag. På två månader, från mitten av augusti till mitten av september skördade koleran 8 594 offer. Ytterligare 12 offer krävdes från 20 september till 12 november. Av 16 956 inrapporterade fall avled 8 605. Därmed hade epidemin en dödlighet på 50 procent. Hamburg hade en befolkning på 66 000 invånare, varav alltså 13 procent avled. Arbetarstadsdelarna med sin trångboddhet och dåliga hygien drabbades värst. Hamburg isolerades tidvis under den sista stora koleraepidemin i Europa.

### Näringsliv

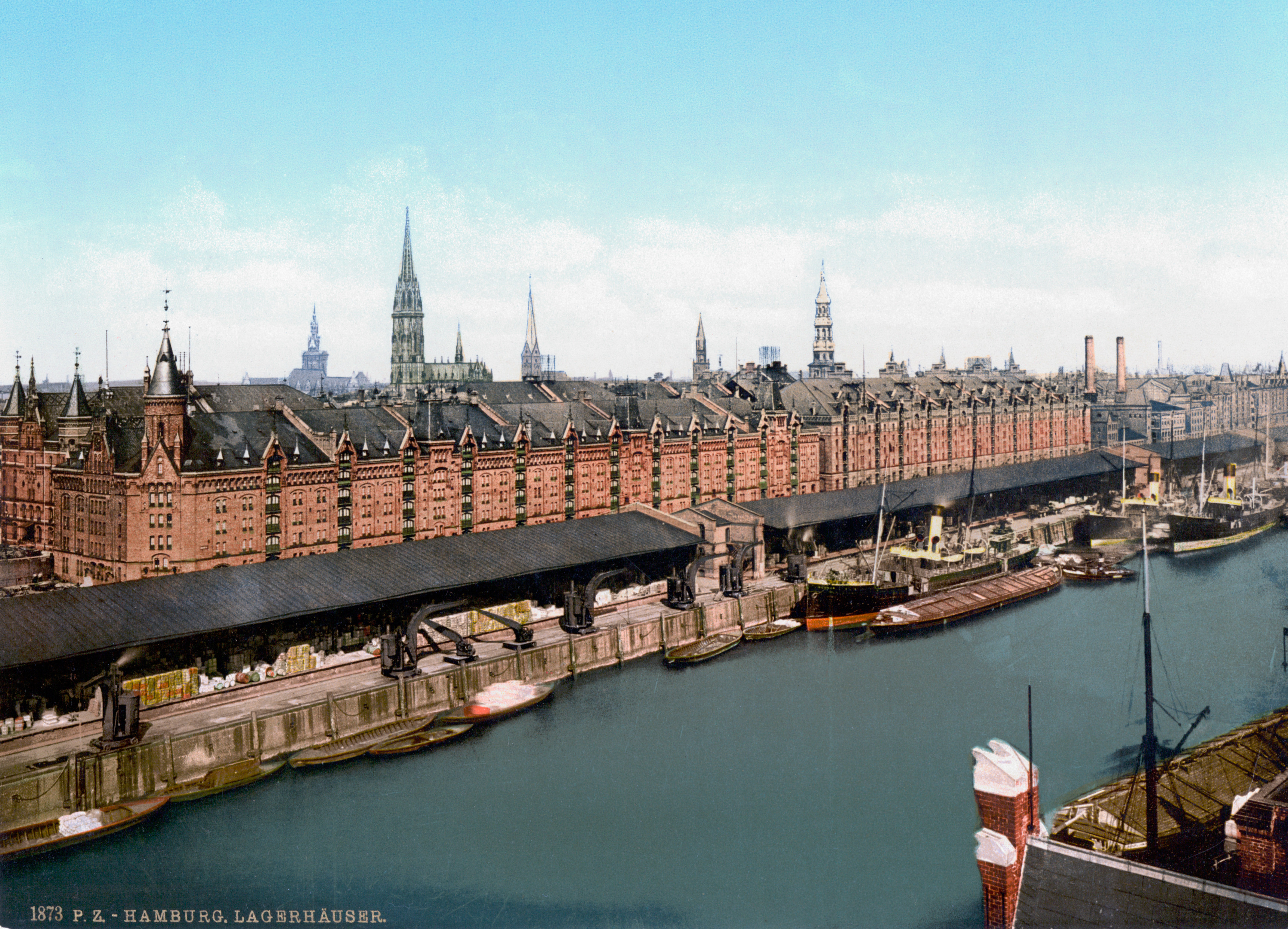
Speicherstadt.

Hamburg kom precis som det övriga Tyskland att uppleva ett ekonomiskt uppsving åren efter enandet. Hamburg profiterade på tekniska framsteg och den industriella revolutionens genombrott i Tyskland. I Hamburg utvecklades storindustrier som Blohm & Voss och rederier som Hapag under Albert Ballin blev världsföretag.
Hamburg profiterade från en växande världsmarknad men även från Tyska rikets militära upprustning tillsammans med Tysklands strävan att bli kolonialmakt vilket ökade oceanhandeln (i konkurrens med Bremen). Hamburg blev också en emigranthamn där totalt fem miljoner människor emigrerade via stadens hamn, bara Bremen hade ett större antal emigranter. Från 1891 gick Hamburg om Bremen som den största emigranthamnen i Tyskland. Hamburg blev känt som Porten till världen (Tor zur Welt).

### Stadsutveckling

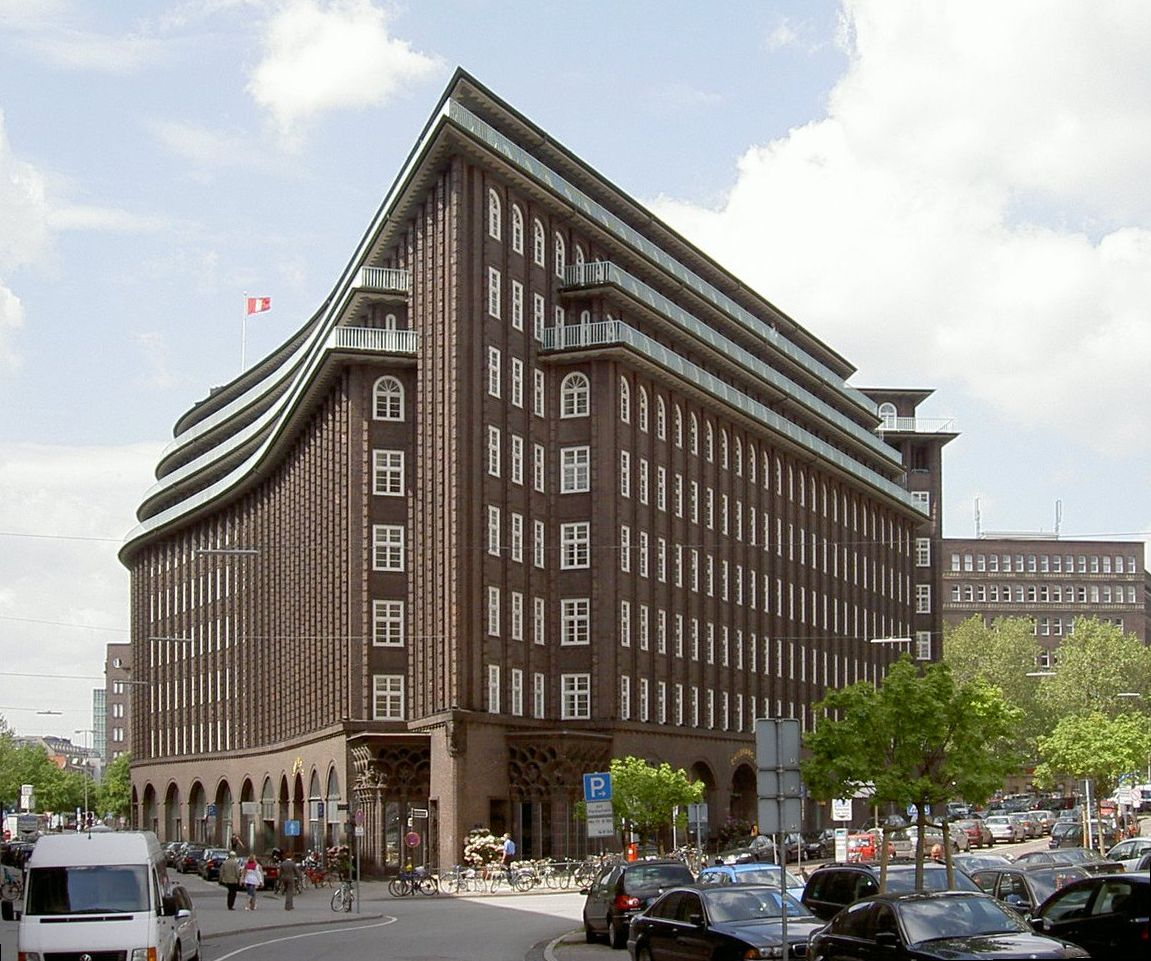
Chilehaus.

1872 stod Elbebron klar för tågtrafik på sträckan Hamburg-Paris och 1881 hade Hamburg sitt första telefonnät och 1882 elektrifierades stadens ljus. Hamburgs pampiga rådhus kunde invigas 1897. För näringslivet skedde nybyggnationer i form av Speicherstadt (1885-1888) och nya arbetarkvarter växte fram i stadens utkanter som Ottensen, Eimsbüttel och Barmbek.
1900-talet följde en rad idag för Hamburg typiska institutioner och byggnationer som Hagenbecks djurpark (1874), Hamburgs centralstation (1906), Landungsbrücken (1909) och Elbetunneln (1907-1911). Stadens modernitet manifesterades med tunnelbanan (1912) som knöt samman innerstaden med hamnen. Det var den tredje tunnelbanan i Tyskland efter Berlin och Schöneberg. Man anlade även en stadspark (1914) och 1911 öppnade flygplatsen Fuhlsbüttel.
Stadens arkitektur präglades av Fritz Schumacher som under 24 år verkade som stadsbyggnadsdirektör med en traditionell klinkerstil. Typiska är de kontorshus som uppfördes i hamn med sitt mest kända exempel i Chilehaus (1924) som förenar en typisk hamburgsk arkitektur med det marina temat men även Jarrestadt (1929). och Dulsberg-Siedlung (1930). De för Hamburg typiska kanalerna, så kallade Fleete fick också sin nutida form vid denna tid.

### Första världskriget
Sjöblockaden under första världskriget gjorde att stadens näringsliv till stora delar stod stilla. I Hamburg led befolkningen av hunger och varubrist. 34 519 invånare stupade i kriget. 1930–1932 restes monumentet Ehrenmal für die Gefallenen des Ersten Weltkrieges vid Hamburgs rådhus. Efterkrigsåren blev svåra för staden sedan Tyskland förlorat sin handelsflotta i enlighet med Versaillesfördraget och varven stod utan uppdrag. 
I samband med Matrosupproret i Kiel spred sig revolutionen till västfronten och omfattade snart även de större städerna och hamnarna i Tyskland. Under den efterföljande Novemberrevolutionen togs styret av Hamburg över av ett arbetar- och soldatråd. Då hade sjömän på väg upp till Kiel stannat i Hamburg och inlett ett uppror genom att bland annat besätta Elbetunneln. 12 november förkunnade man att man tagit över styret av staden och att senaten och borgerskapet inte längre existerade. Redan sex dagar kunde senaten återta styret över staden. Orsaken var en oförmåga att ta tag i de stora försörjningsproblem som staden brottades med.
De första demokratiska allmänna valet i stadens historia följde 16 mars 1919. Efter missnöjet efter valreformen 1906 var politiken mer pragmatisk med målet att överbrygga stadens klassklyftor. 

## Weimarrepubliken

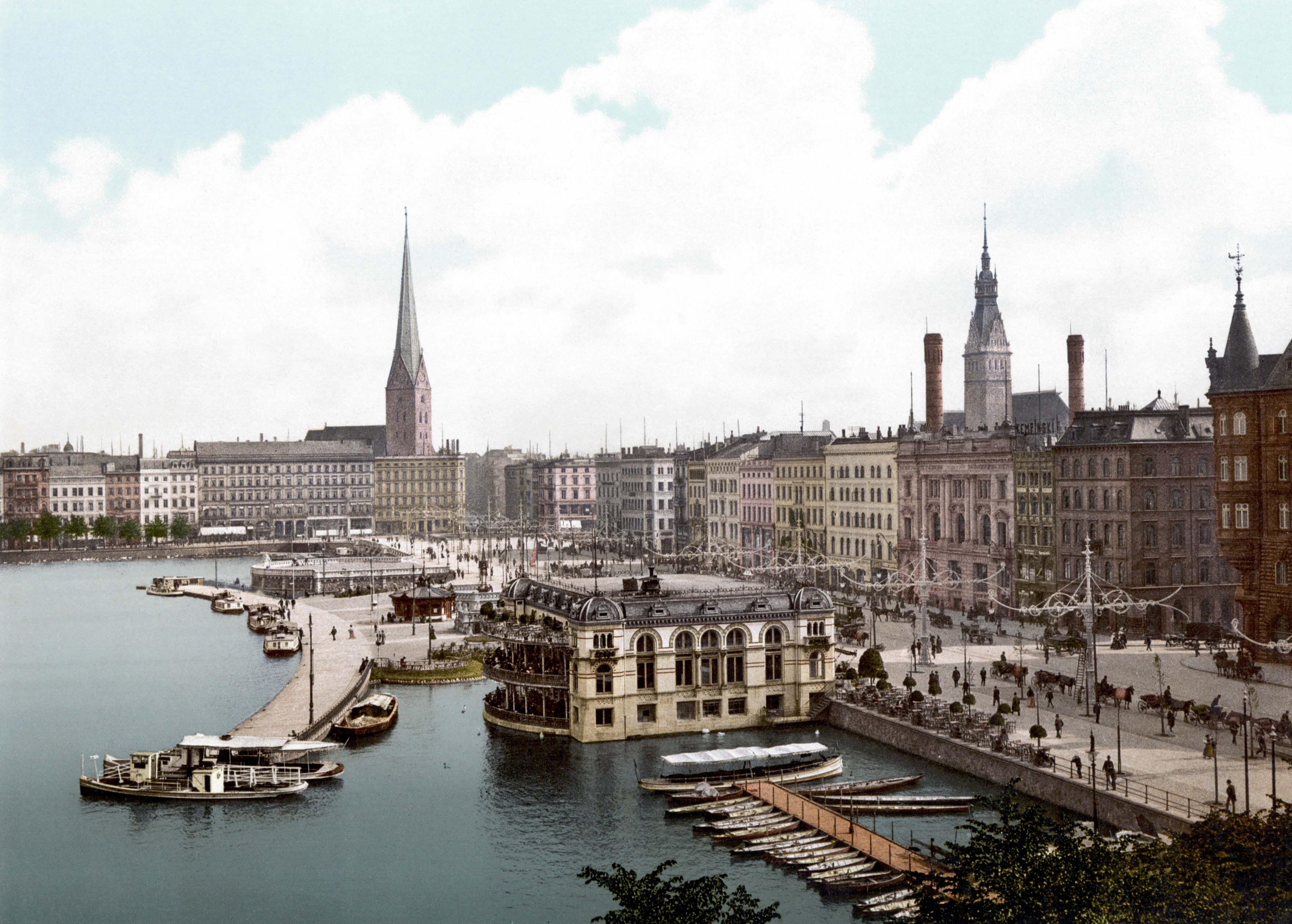
Jungfernstieg.

1919 hölls de första demokratiska valen rum i Hamburg. Socialdemokratiska SPD fick 50,5 % av rösterna och Werner von Melle blev borgmästare och president i stadens senat. Kort därefter beslöts om grundande av Hamburgs universitet och en folkhögskola. I det nyskapade Reichsrat hade Hamburg två röster.
I juni 1919 ägde Sülzeunruhen som en följd av en livsmedelsskandal rum och Reichswehr och Freikorps gick in i staden. I oktober 1923 skedde det kommunistiska Hamburgupproret med över 100 dödsoffer och 300 skadade. Trots dessa oroligheter betecknas regeringen i Hamburg som stabil jämfört med den samtida utvecklingen i övriga Tyskland. 
Efter svåra år vände utvecklingen under 1920-talet när handeln åter kom igång och inflationen övervanns. Den tyska handelsflottan återuppbyggdes. På det sociala området skedde flera framsteg: bostäder byggdes, sjukhus och skolor moderniserades. Hamburg införde enhetsskolor. Den positiva utvecklingen fick ett abrupt slut i samband med börskraschen 1929 och den stora ekonomiska världskrisen. Antalet arbetslösa steg dramatiskt och kom 1932 att vara uppe i 13 %. Vid lokalvalen 1931 kom nazisterna att få 26,3 % och blev näst största parti bakom SPD. Senaten avgick.

## Hamburg i Tredje riket

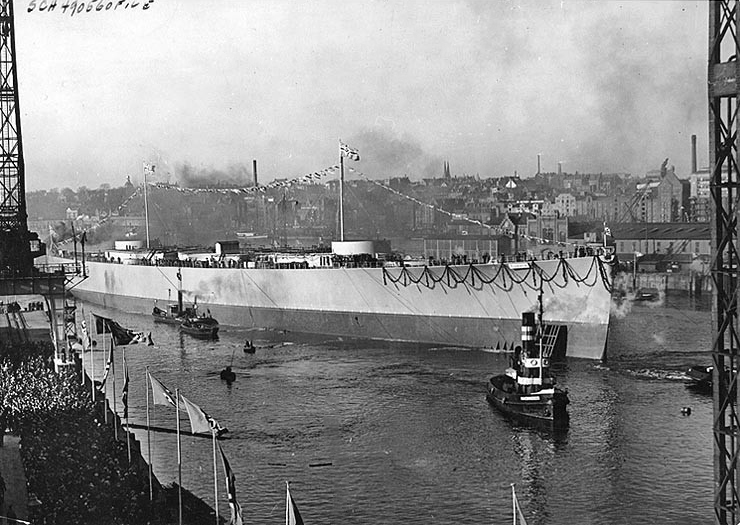
Slagskeppet Bismarck sjösätts vid Blohm & Voss 1939.

1933 tog en nazistiskt styrd senat över i Hamburg. Då hade senatorerna från SPD avgått efter påtryckningar från inrikesministern Wilhelm Frick och den svårt sjuke borgmästare Carl Wilhelm Petersen avgick även han. Nazistpartiets Carl Vincent Krogmann blev ny borgmästare och hade posten fram till 1938 då man avskaffade posten och upplöste senaten. Istället tog en riksståthållare över styret av staden, Karl Kaufmann som även var Gauleiter i Hamburg. Hamburg förlorade sin självständighet genom lagen om nyuppbyggnaden av riket, Gesetz über den Neuaufbau des Reiches, från 1934 där makten centraliserades och federalismen försvann. Regimen skapade också stor militär närvaro och Hamburg blev för första gången i sin historia en garnisonsstad.
Samtidigt tog förföljelser av olika minoriteter i enlighet med nazisternas rasideologi vid. Politiska motståndare och personer klassade som asociala förföljdes, internerades och mördades. Utanför Hamburg upprättades koncentrationslägret Neuengamme där 55 000 människor dog 1938–1945.

### Stor-Hamburg
Under denna mörka period i stadens historia ägde även en stor administrativ förändring rum som skapade dagens Hamburg. Stor-Hamburg-lagen, Groß-Hamburg-Gesetz (jfr Stor-Berlin) från 1937 innebar att Altona, Wandsbek, Harburg och Wilhelmsburg inkorporerades i Hamburg tillsammans med församlingar från Preussen. Hamburg överlät samtidigt Cuxhaven och Geesthacht och 1938 blev Hansestadt Hamburg resultatet av förändringarna. Problemen med gränsdragningarna hade varit stora och 1929 hade ett första steg tagits genom en gemensam hamnförvaltning mellan Altona, Hamburg och Harburg-Wilhelmsburg.

### Hamburg under andra världskriget

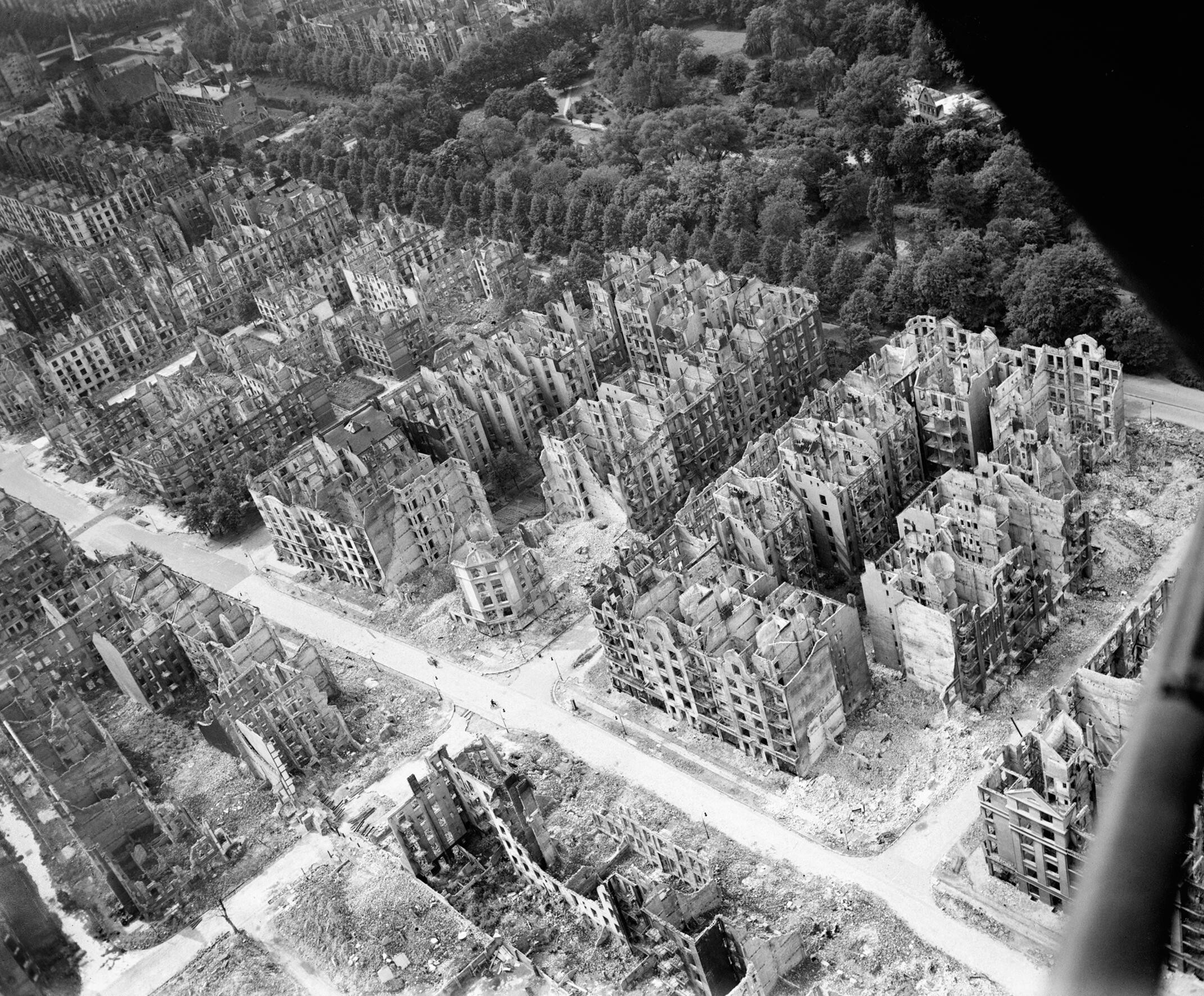
Bombkrigets verkningar i Hamburg. Fotografiet är från 1944 eller 1945.

4 september 1939 gick det första flyglarmet men inga brittiska plan syntes. Under krigets första månader undgick staden krigets härjningar. Kriget märktes genom mörkläggning nattetid, ransoneringar och att biltrafiken minskade kraftigt. 18 maj 1940 bombades staden för första gången i Altona och Harburg. 29 personer omkom.
Efterhand ökade bombanfallen och i slutet av 1942 hade Hamburg attackerats 127 gånger med 1194 dödsoffer. Stadens luftförsvar fungerade inte och man började 1940 att evakuera barn ut på landsbygden. Tvångsarbetare tvingades arbeta i stadens rustningsindustrier. Lägerfångar från Neuengamme sattes in för röja i ruinerna och desarmera bomber. Under krigets sista månader förbereddes staden på en belägring. De tyska städerna fick inte kapitulera enligt Hitler och pansarvagnshinder byggdes upp runt om i staden till stora delar låg i ruiner som en följd av bombkriget. En försvarsring skapades och man kallade in Folkstormen.
Stadens ledning insåg att en slutstrid skulle förstöra det som var kvar av staden. Under krigets sista veckor försökte man få igenom ett fredligt överlämnande av staden, något som Wehrmacht och Karl Dönitz motsatte sig. Först i ett sent skede gav Dönitz och militärledningen med sig.

### Bombningarna av Hamburg
Hamburg kom som Tysklands ledande hamnstad och som industricentrum med bland annat krigsvarv att bli attackerat genom hela andra världskriget (september 1939 till april 1945) av allierat flyg genom Royal Air Force och US Air Force. Slaget om Hamburg med kodnamnet Operation Gomorrah ägde rum 25 juli till 3 augusti 1943 och var då det mest massiva attacken i flygkrigets historia.
Detta skapade en eldstorm som förstörde nästan hela Hamburgs inre stad och som dödade 42 600 civila. 125 000 invånare skadades och 900 000 blev hemlösa. Under Operation Gomorrah släpptes 8621 ton bomber över staden och 580 verkstäder förstördes samt tre ubåtar.
Under kriget genomled Hamburg 213 luftanfall med 101 000 sprängbomber och 1,6 miljoner brandbomber. Endast 20 procent av stadens byggnader hade klarat sig.

## Efterkrigstidens Hamburg

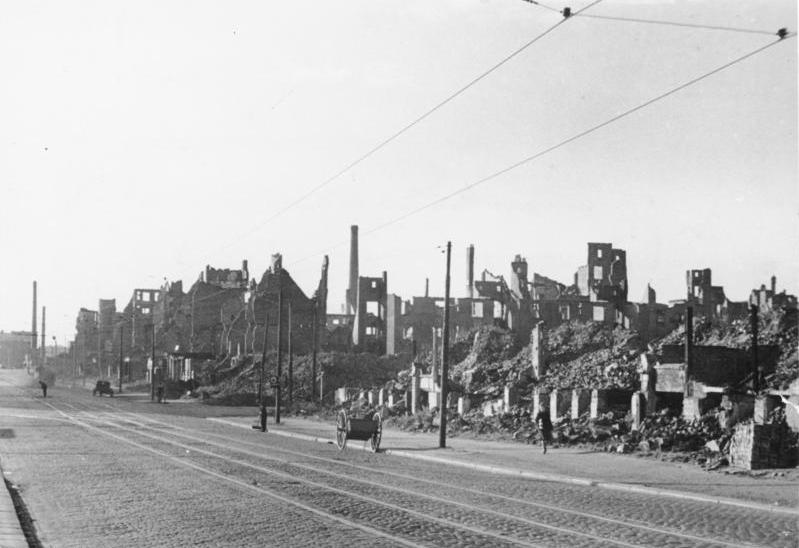
Hamburg i ruiner.

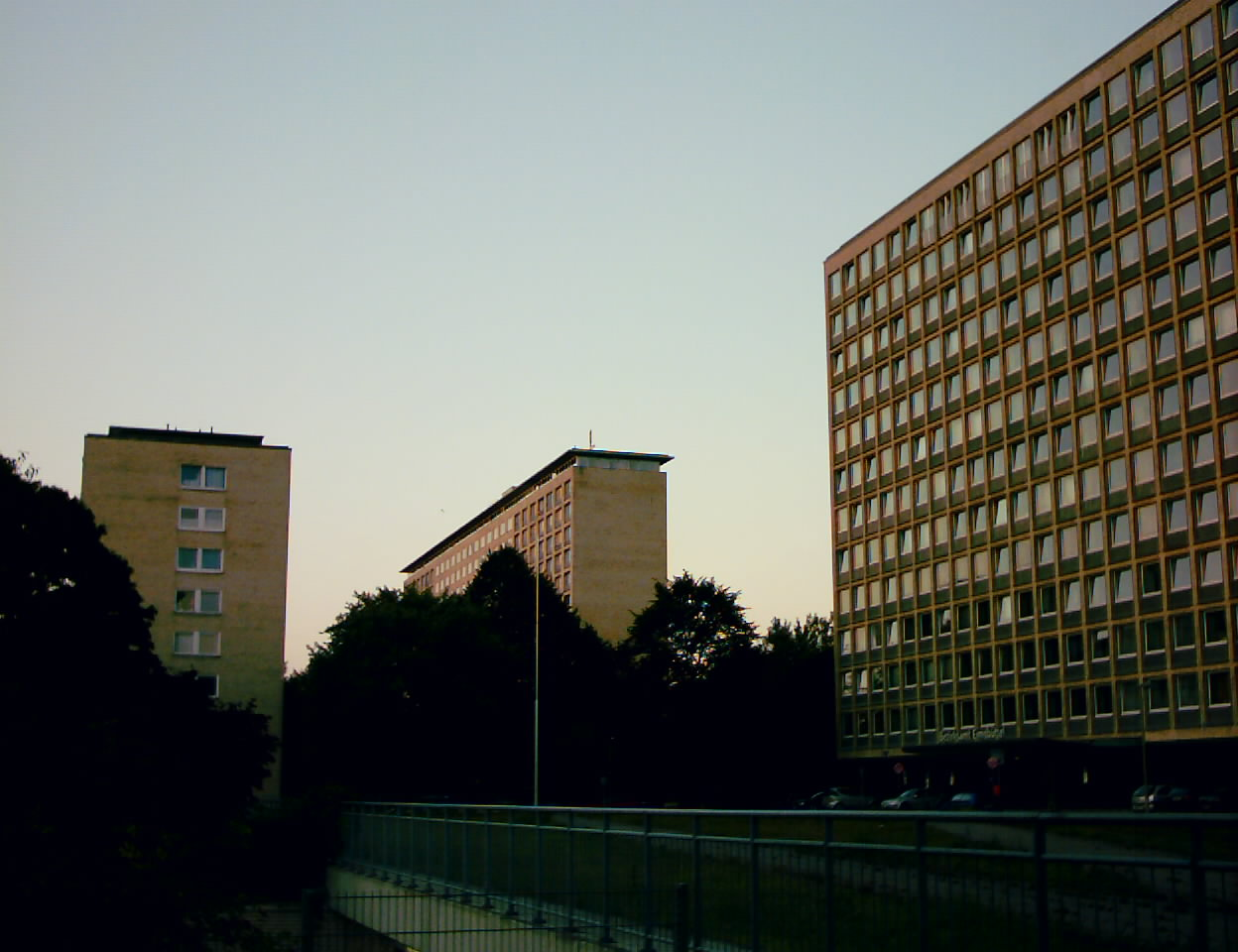
Höghusen på Grindelberg manifesterade på sin tid det moderna efterkrigstida Hamburg.

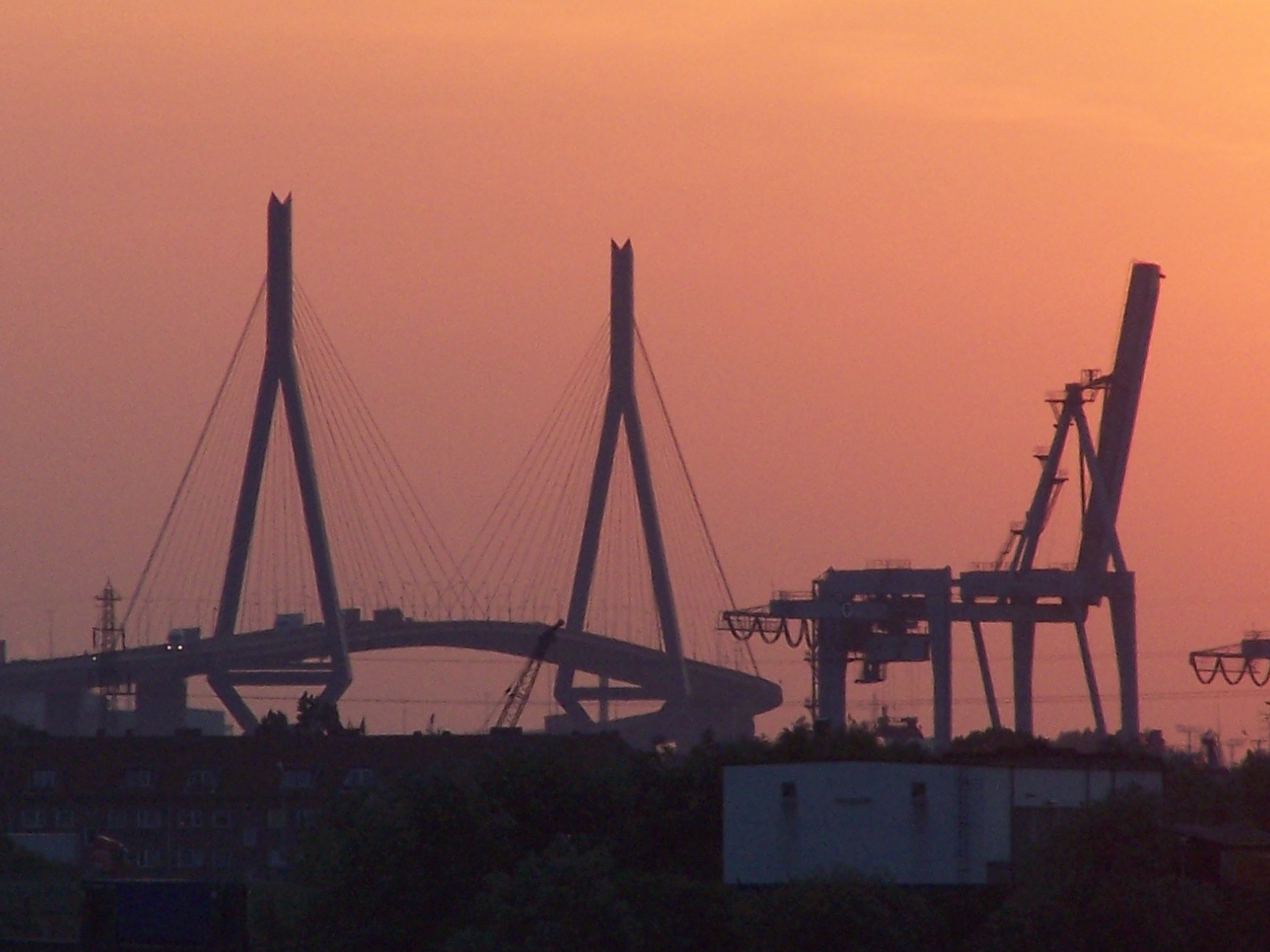
Köhlbrandbrücke som öppnades för trafik 1974 var ett av många stora infrastrukturprojekt.

Hamburg kom vid krigsslutet att ges upp utan kamp och intogs av brittiska trupper 3 maj 1945. Hamburg blev liksom de omgivande områdena en del av den brittiska ockupationszonen. Rudolf Petersen tog 15 maj över som Hamburgs borgmästare efter den avsatta nazisten Krogmann. Petersen tog titeln Erster Bürgermeister för att poängtera Hamburgs status som Land till skillnad från titeln Oberbürgermeister.
Hamburg kunde efter kriget återta sin status som självständig stat inom ett federalt system i Västtyskland. Hamburg blev liksom Bremen och Berlin stadsstater och kom att ha det nya förbundslandet Schleswig-Holstein i norr och Niedersachsen i syd som omgärdande grannar. Hamburg kunde representera sig i alla de samlingar som beslutade i frågor rörande den politiska strukturen i Västtyskland. Hamburgs representanter hade uppfattningen att man varken ville se sig annekterat eller bli huvudstad över andra områden. Till en början en fråga om politiskt styre kom den senare att bli även ekonomisk på grund av den svaga ekonomiska utvecklingen i Hamburgs omland.
I oktober 1946 hölls de första fria valen där SPD segrade och Max Brauer blev den första valde borgmästaren efter kriget. Brauer hade tidigare varit borgmästare i Altona och flytt undan nazisterna och varit i exil i USA. Brauer återvaldes 1949 samma år som Hamburg blev en delstat i Förbundsrepubliken Tyskland. 1946 hölls i Curiohaus i Hamburg den första av en serie rättegångar mot fångvaktare i koncentrationslägret Ravensbrück.
1952 antogs en ny författning i Hamburg. Det brittiska styret åren efter kriget möjliggjorde skapandet av en fri press och Hamburg utvecklades till en mediastad med bland andra Der Spiegel, Die Zeit, Stern och Springerkoncernen (med bl.a. Bild-Zeitung och Hamburger Abendblatt) i staden tillsammans med Norddeutscher Rundfunk.
Efterkrigsåren präglades av stadens snabba återuppbyggnad och comeback som Tysklands ledande exporthamn även om man förlorade stora exportmöjligheter som en följd av delningen av Tyskland. Hamburg förlorade inte östra Tyskland utan även stora delar av Central- och Östeuropa som upptagningsområden. Varven återupptog sina verksamheter och andra viktiga industrier var oljeraffinaderier, tekoindustrin, gummitillverkning och läkemedel. Tillväxtindustrier var inom kemi och elektroteknik samt maskintillverkning.

### Återuppbyggnaden
Återuppbyggnaden av Hamburg tog verklig fart 1948 efter valutareformen och införandet av d-marken. De föregående åren efter kriget hade framförallt handlat om att få bort de enorma mängder ruiner – 40 miljoner kubikmeter – som låg i staden. Till skillnad från andra delar av Tyskland blev röjningsarbeten tidigt mekaniserade och bedrevs i stor skala, de utmärks inte av så kallade Trümmerfrauen, kvinnor som gjorde enorma röjningsinsatser i andra städer. Ruinresterna kom att användas till att anlägga höjder i parker men även till byggnationer som fundamenten i Kennedybron över Alster och utbyggnaden av Volksparkstadion i Bahrenfeld bland annat.
Hamburgs problem hängde samman med den ovisshet som hela Tyskland kände inför framtiden. Efter kriget var frågan om landet överhuvudtaget skulle återindustrialiseras. Hamburg hade stora problem med energiförsörjningen där man var beroende av koltransporter från Ruhrområdet. De första åren efter kriget var det stor bostadsbrist och brist på livsmedel. Under hungervintern 1946-1947 frös 85 invånare ihjäl.  Många invånarna var hänvisade till att bo i enkla nödbostäder, så kallade Nissenhütten.
1951 bodde fortfarande 180 000 personer i denna typ av nödbostäder och ytterligare 15 000 bodde i flyktingläger och bunkrar på grund av uteblivet bostadsbyggande. Fram till 1950 fanns ett förbud mot att flytta in i den på alla områden trängda staden. De kommande åren skedde en kraftig ökning sedan Hamburg varit med och drivit igenom en lag i Förbundsdagen kring bostadsbyggande. Grindelberg med Grindelhochhäuser i Harvestehude blev ett stort bostadsprojekt med moderna höghus (1946-1956) som hade sin bakgrund i brittiska planer på bostäder för brittiska militärer. 
Bostadsbyggandet fortsatte att vara i fokus för staden genom hela 1950-talet när ruinbyggnader sakteliga försvann. Hamburgs stad antog efter kriget en generalplan för återuppbyggandet. Planen förutsåg en mindre trångbodd stad och samtidigt kom man under 1950-talet att se den stegrande massbilismens betydelse för stadsplaneringens villkor. 
För Hamburg var ett av de mest prioriterade områdena att återställa hamnen och att komma upp i förkrigstidens produktionsnivåer och handel. Stora resurser lades på att få igång hamnen genom att återuppbygga byggnader, röja bort vrak men även genom moderniseringar. Ett stort problem förblev Tysklands delning och Hamburgs förlorande av sitt upptagningsområde österut. Hamburg kunde hävda sin roll som Tysklands största hamn men samtidigt hade Bremen, Emden och Lübeck närmat sig förkrigsnivåer snabbare. Industriellt betydde förbudet mot varvsnäringen expansion stora problem för Hamburg till en början. Efterhand kunde varven återuppta produktionen med milstolpar i leveransen av världens då största oljetanker Ibn Saud 1955 och torrdockan Elbe 17 som åter togs i bruk 1959. 

### Det moderna Hamburg

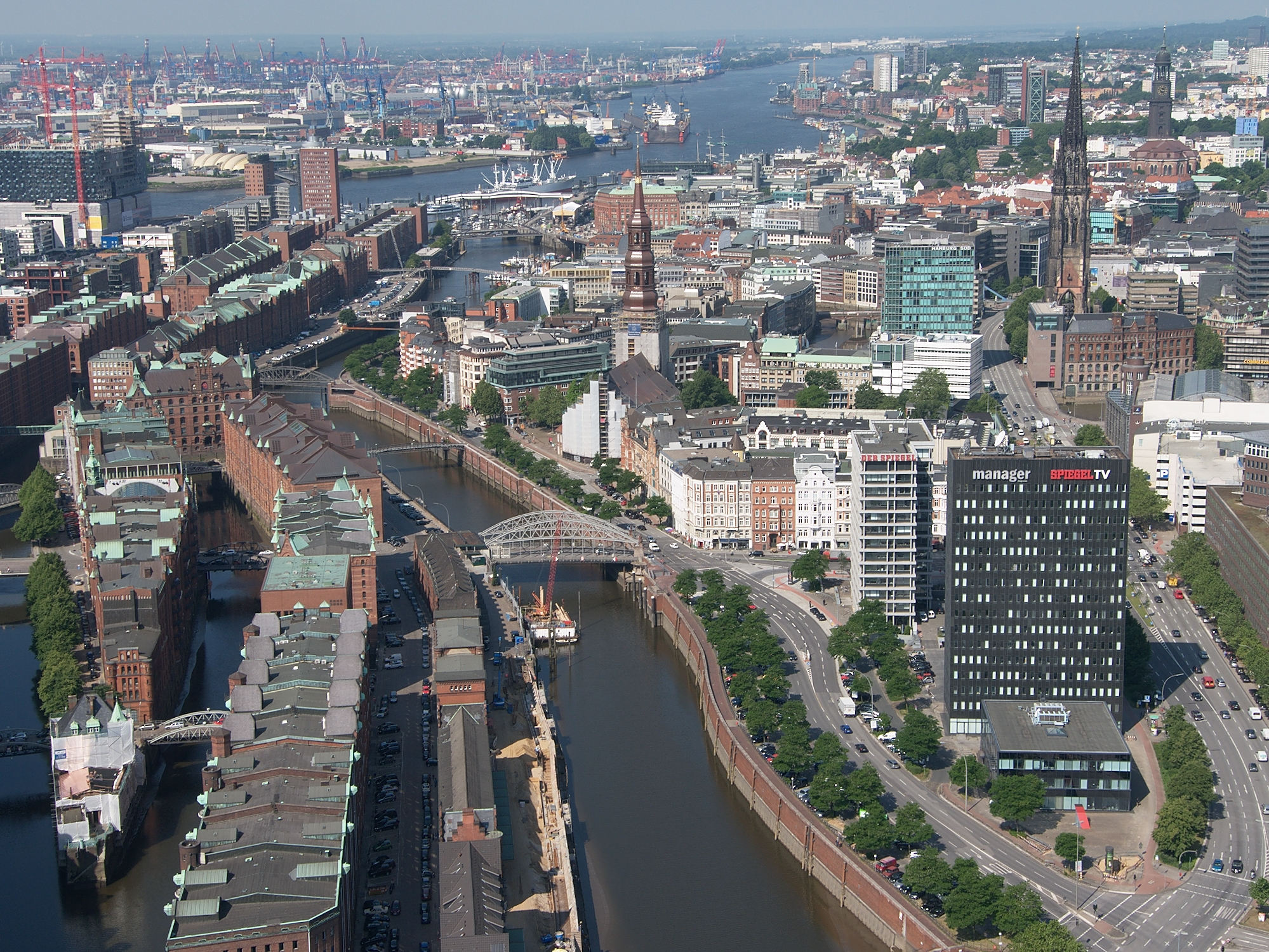
Stadsomvandlingsprojekt HafenCity med Speicherstadt tillsammans med 1960-talets höghus och de medeltida kyrkorna.

I början av 1960-talet rådde en stor optimism i Hamburg. Staden hade rest sig ur ruinerna och kommit tillbaka som hamn- och industristad. Stora planer lades upp för den fortsatta utvecklingen. Hamburg kom därmed att markant förändras, dels på grund av hur staden återuppbyggdes där den gick från att ha varit blandad i sina karaktär till att bli uppdelad i var man arbetade och bodde. Hamburg kom att präglas av modernismen inom arkitekturen. Under 1960- och 1970-talen byggdes kontorsstadsdelen City Nord och inköpscentrum på bland annat Hamburger Straße samt Tysklands första kongresscentrum Congress Centrum Hamburg (1970-1973). Nya bostadsområden byggdes Osdorfer Born, Steilshoop och Mümmelmannsberg. Hamburgs stadssiluett dominerades inte bara av kranar och kyrktorn utan nu även av TV-tornet Heinrich-Hertz-Turm och nya höghus.
Samtidigt innebar höjda boendepriser att alltfler flyttade från staden och började pendla, vilket förbättrad infrastruktur också möjliggjorde. Resultaten blev att Hamburgs befolkning minskade under 1960-talet. Hamburg genomförde en rad stora infrastrukturprojekt, inte minst brobyggen: Autobahnbrücke Moorfleet (1962), Köhlbrandbrücke (1974) och Europabron (1983). 1975 invigdes Nya Elbetunneln som senare byggts ut. Ett infrastrukturprojekt som gick i stöpet var den nya storflygplatsen i Kaltenkirchen som skulle bli en ny flygplats för Hamburg och Kiel på 1970-talet. Planerna skrinlades men fortfarande finns planer på att i framtiden bygga den som ersättare till Fuhlsbüttel. Det fanns även planer på att bygga ut Hamburgs tunnelbana och bygga ut en ny linje U4 men staden hamnade i en ekonomisk kris och projektet ställdes in.

### Stormfloden 1962

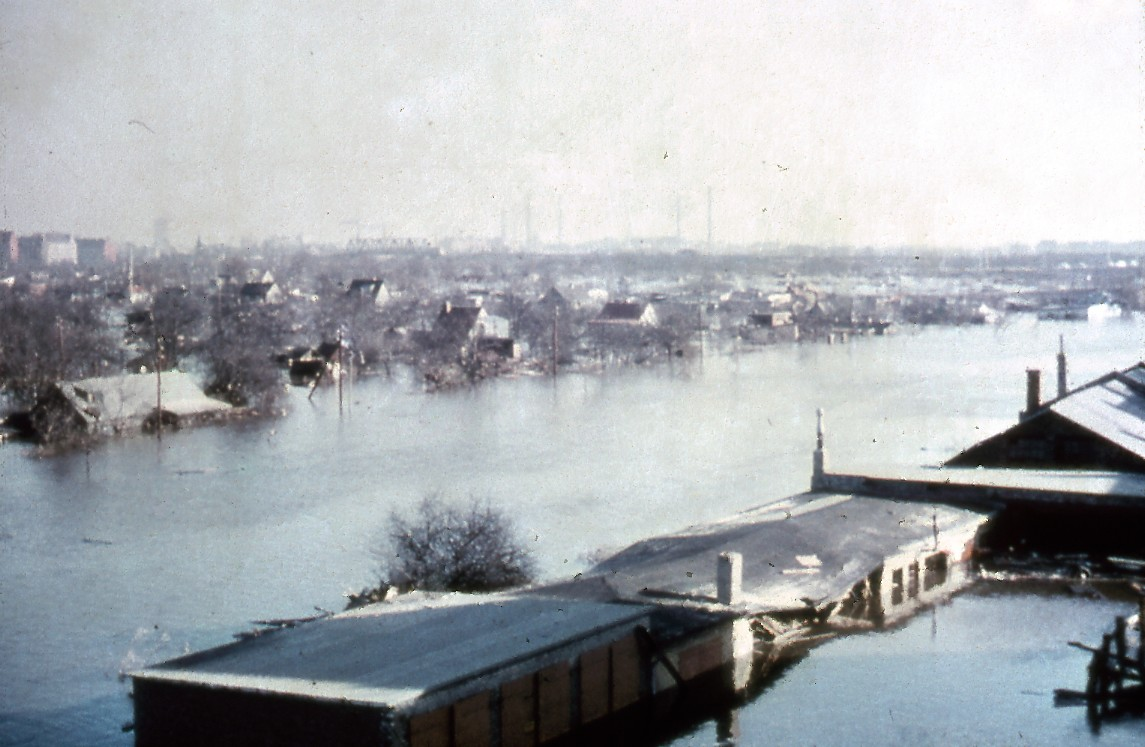
Översvämmat bostadsområde i stadsdelen Wilhelmsburg i Hamburg

1962 drabbas Hamburg och norra Tyskland av en stormflod natten 16-17 februari där över 300 invånare i Hamburg omkom. Hamburgs inrikessenator Helmut Schmidt blev känd för sin insats som insatsledare där han bland annat beordrade räddningsinsatser från Bundeswehr, ett vid tiden inte okontroversiellt beslut, för att rädda nödställda. Orsaken till att stormfloden fick sådana stora verkningar var att man inte byggts tillräckliga vallar. Elbe hade draggats och förändrat Elbe strömmar - man hade behövt höja dikena men då inga stora översvämningar ägt rum på många år gjordes inte detta. Inte heller de ansvariga för kustskyddet var beredda på vad som skedde. Efter stormfloden skedde flera åtgärder och detta förhindrade översvämningar 1976 och 1983.

### Det alternativa Hamburg

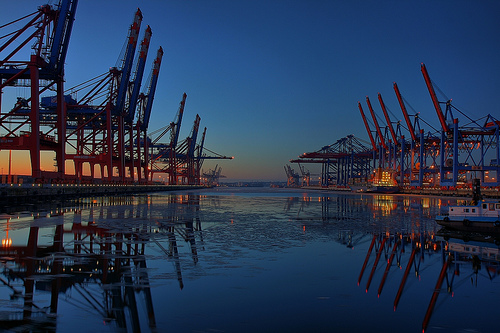
Hamburgs hamn är Europas tredje största efter Antwerpen och Rotterdam.

Hamburg har traditionellt varit en rik stad präglad av en styrande borgarklass. Från 1970-talet och framåt har Hamburg även utvecklats till en samlingsplats för autonoma grupper i Tyskland, liknande situationen i Berlin. Hamburg har genom gamla hamnområden som Reeperbahn med St. Pauli och Schanzenviertel blivit en plats för alternativa. Bland annat har husockupationer genomförts och blivit en del i en diskussion kring utformningen av den moderna staden kopplat till gentrifieringsdebatter. Ett känt exempel är huset Rote Flora i Schanzenviertel.

## Det nutida Hamburg
Det nutida Hamburg är en stad som präglas av sin historia men som även genomgår en omfattande förändring. I Hamburg flyttades containerhanteringen under 1960- och 1970-talet till modernare kajer längre nedströms Elbe. Den gamla hamnen i centrala Hamburg användes i många år för olika former av godshantering men minskade i betydelse. På 1990-talet beslöts att det centrala hamnområdet istället skulle utnyttjas för stadsbebyggelse.
I detta område skapas nu HafenCity, en helt ny stadsdel som är ett av Europas största stadsomvandlingsprojekt med bland annat den nya Elbphilharmonie. Planen är att fram till 2020 bygga cirka 12 000 bostäder och arbetsplatser för cirka 40 000 personer i tretton nya stadskvarter fördelat på tio delprojekt. Det kanske mest spektakulära projektet är omvandlingen av ett stort lagerhus längst ut på Dalmannkai till konserthuset Elbphilharmonie. I övrigt är ambitionen att byggnader ska utmärkas av modern men relativt sammanhållen arkitektur.
Ett annat stadsomvandlingsprojekt sker i förorten Wilhelmsburg söder om Elbe i och med Internationale Gartenschau 2013.